# Dalap-Uliga-Darrit
Dalap-Uliga-Darrit betegner det samlede statistiske område af de tre øer Delap, Uliga og Darrit (og nogle mindre øer), der er placeret i den østlige del af Majuro i stillehavsrepublikken Marshalløerne.
Delap-Majuro Darrit danner det fortættede byområde af kommunen Majuro, hovedstaden i Marshalløerne, hvor offentlige bygninger og ambassader er koncentreret.